# Lifestylez ov da Poor & Dangerous
Lifestylez ov da Poor & Dangerous è l'album di debutto del rapper Big L. È stato pubblicato dalla Columbia Records il 28 marzo 1995 ed è l'unico album in studio pubblicato da Big L quando era in vita.
Il titolo dell'album fa riferimento alla trasmissione televisiva Lifestyles of the Rich and Famous del 1984-1995.
Il disco si caratterizza per contenere la maggior parte di sue famose battute e metafore che sono stati acclamati tra i fan del genere underground. Ha inoltre introdotto MC come Cam'ron (allora conosciuto come Killa Kam) e Jay-Z, rispettivamente nelle tracce 8 Iz Enuff e Da Graveyard.

## Tracce
1. Put It On (featuring Kid Capri) – 3:39 (Best, Coleman) – Buckwild
2. M.V.P. – 3:40 (Coleman, Hall, Jordan, M.D. DeBarge) – Lord Finesse
3. No Endz, No Skinz – 3:30 (Coleman, Lemay) – Showbiz
4. 8 Iz Enuff (featuring Terra, Herb McGruff, Buddah Bless, Big Twan, Killa Cam, Trooper J & Mike Boogie) – 4:59 (Best, Buddah Bless, Coleman, Kam, McGruff, Mik, Terra, Trooper J., Twan) – Buckwild
5. All Black – 4:21 (Coleman, Hall) – Lord Finesse
6. Danger Zone (featuring Herb McGruff) – 3:38 (Best, Coleman) – Buckwild
7. Street Struck – 4:10 (Coleman, Hall) – Lord Finesse
8. Da Graveyard (featuring Lord Finesse, Microphone Nut, Jay Z, Party Arty & Grand Daddy I.U.) – 5:24 (Best, Coleman) – Buckwild
9. Lifestylez ov da Poor & Dangerous – 3:22 (Coleman, Hall) – Lord Finesse
10. I Don't Understand It – 4:21 (Coleman, Lemay) – Showbiz
11. Fed Up wit the Bullshit – 3:53 (Coleman, Hall) – Lord Finesse
12. Let 'Em Have It "L – 3:58 (C.Rollins, Coleman) – Craig Boogie

## Curiosità
Nel 1994 una cassetta promozionale pubblicata dalla Sony presenta quattro canzoni inedite: Devil's Son, I Shoulda Used a Rubba, School Dayz e Timez Iz Hard .